# Älmhults kommun
Älmhults kommun er en kommune i Kronobergs län i Sverige.
Søen Möckeln ligger i kommunen.
Naturforskeren og lægen Carl von Linné blev født på gården Råshult i kommunen.  Ingvar Kamprad åbnede i 1958 verdens første IKEA-møbelhus i Älmhult.

## Byområder
Der er fem byområder i Älmhults kommun.
I tabellen vises byområderne i størrelsesorden pr. 31. december 2005.  Hovedbyen er markeret med fed skrift. 
| # | Byområde | Befolkning |
| - | -------- | ---------- |
| 1 | Älmhult  | 8.518      |
| 2 | Diö      | 891        |
| 3 | Liatorp  | 560        |
| 4 | Eneryda  | 348        |
| 5 | Delary   | 218        |

56°33′00″N 14°08′00″Ø / 56.55°N 14.1333°Ø